# Kazusa Ogawa

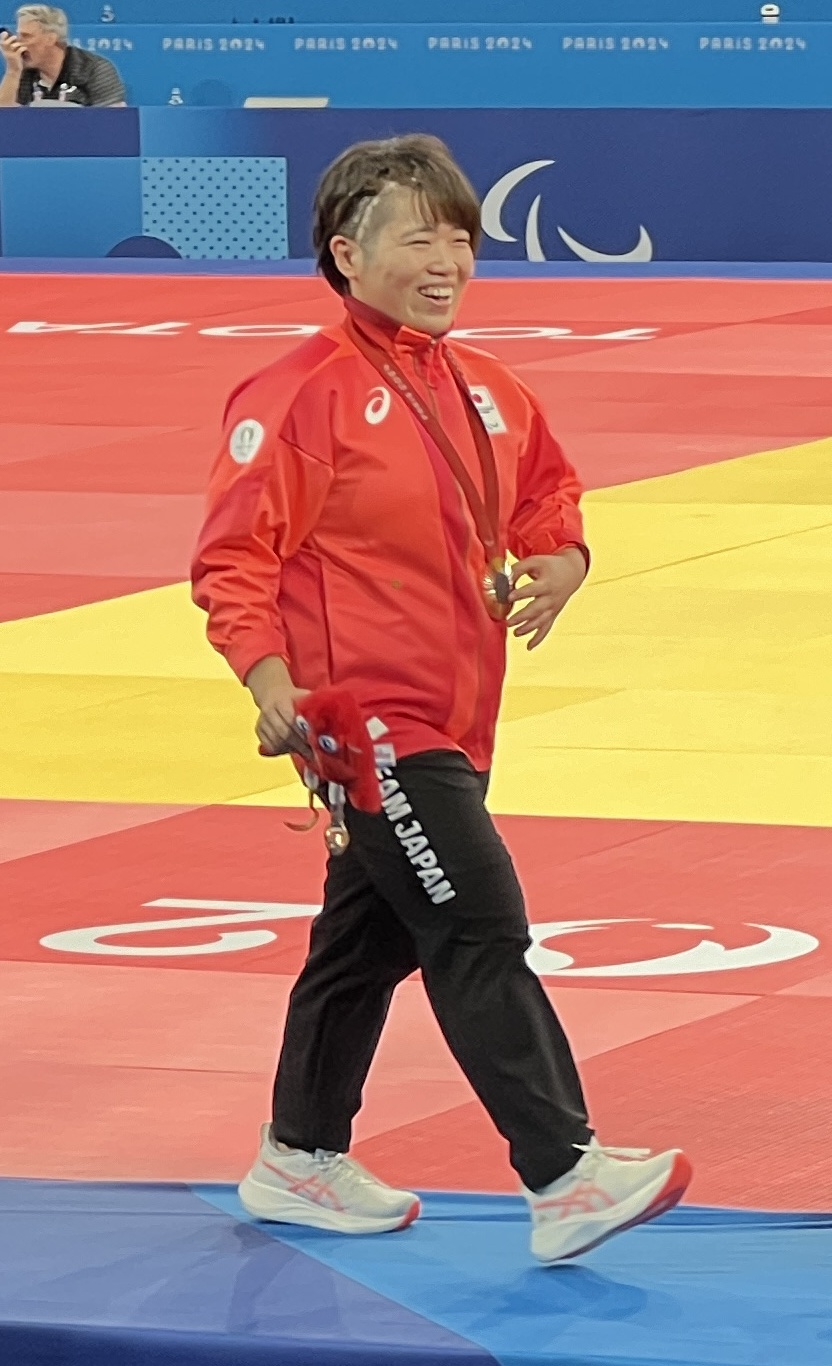
Kazusa Ogawa Paralympiques 2024 Arena Champ Mars

Kazusa Ogawa (japanisch 小川和紗 Ogawa, Kazusa; * 16. Februar 1997 in Ichihara, Präfektur Chiba) ist eine sehbehinderte, japanische Judoka und Olympionikin, die bei den Sommer-Paralympics 2020 in Tokio eine Bronzemedaille gewonnen hat.

## Leben
Ogawa wurde mit einem Gliom (Tumor) am Sehnerv geboren. Sie fing erst in ihren letzten Schuljahren mit Judo an und trainierte in ihrer Altersgruppe mit sehenden Judokas. Ihre Erkrankung führte dazu, dass ihr Sehvermögen graduell abnahm, deshalb wechselte sie für die letzten Schuljahre in eine Blindenschule und unterbrach ihr Judo-Training. Als ihr geraten wurde, trotz des stark reduzierten Sehvermögens weiterhin zu trainieren, begann sie am Ende ihrer Schulzeit wieder mit Judo. 2021 hatte sie ein Sehvermögen von 0,01 auf beiden Augen.

## Karriere
Ogawa wird für ihre Judo-Wettkämpfe in die Kategorie B2 der Sehbehinderten mit sehr geringer Sehkraft eingestuft. Sie begann ihre Karriere in der Gewichtsklasse bis 63 kg und wechselte später in die Klasse bis 70 kg. In dieser Gewichtsklasse gilt ihre Körpergröße als relativ klein, was beim Judo auch ein Vorteil sein kann. 2017 gewann sie eine Bronzemedaille beim IBSA Judo World Cup in Taschkent in der Kategorie bis 63 kg. Um sich auf den World Cup vorzubereiten, hatte sie am 10. Blind Student Judo Meeting teilgenommen und gewonnen. 2019, nun in der Gewichtsklasse Frauen bis 70 kg, errang Ogawa den fünften Platz beim IBSA Judo Grand Prix in Taschkent.
Ogawa nahm an den Sommer-Paralympics 2020 teil, nachdem sie sich 2019 als siebte in der Gewichtsklasse Frauen bis 70 kg beim IBSA Judo Paralympic Qualifier in Fort Wayne (USA) qualifiziert hatte. Die Paralympischen Spiele 2020 wurden wegen der Covid-19-Pandemie erst im September 2021 abgehalten. Ogawa besiegte in der Gewichtsklasse bis 70 kg Olga Zabrodskaia, Sportlerin der russischen Delegation (ROC), mit Waza-ari und gewann die Bronzemedaille. Ihr Ziel danach war, bei den nächsten Sommer-Paralympics 2024 in Paris teilzunehmen und die Goldmedaille zu gewinnen.
Im Mai 2022 nahm Ogawa beim IBSA Judo Grand Prix Nur-Sultan (Kasachstan) teil und wurde in der Kategorie bis 70 kg Erste.
Ogawa qualifizierte sich auch für die Paralympischen Sommerspiele 2024 in Paris, wo sie in der Kategorie J2 bis 70 kg teilnahm und im Kampf gegen die Brasilianerin Kelly Victorio die Bronzemedaille gewann.